# Torgrim Sommerfeldt
Torgrim Sommerfeldt, né le 26 juin 1989 à Drammen, est un joueur norvégien de basket-ball.